# Андрокл (раб)

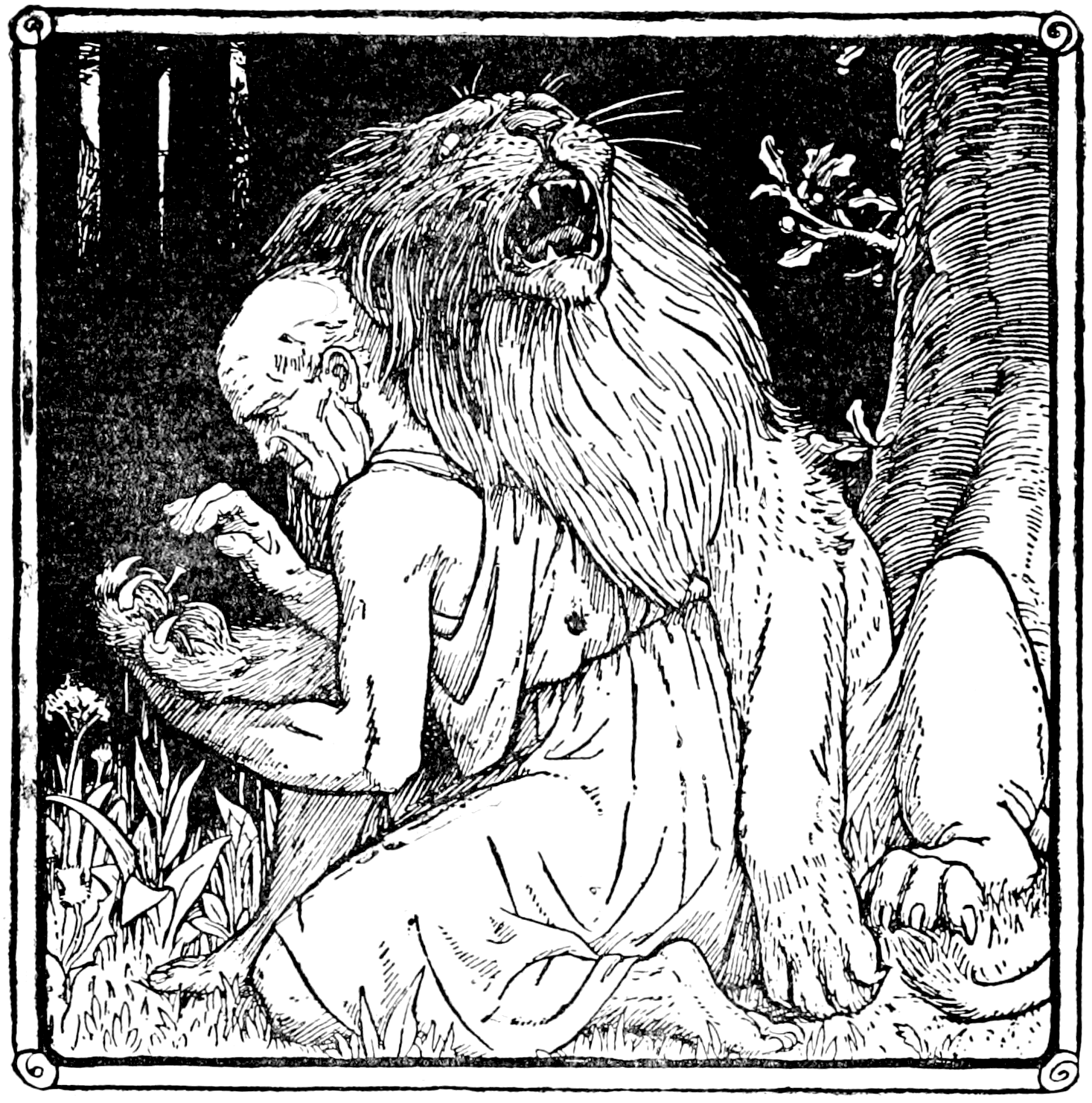
Андрокл и Лев

Андрокл (лат. Androclo) — вероятно вымышленный персонаж, древнеримский раб, который согласно рассказу Апиона, пересказанному позднее Авлом Геллием и Клавдием Элианом, бежал от тирании своего жестокого господина, римского проконсула в Африке, в Ливийскую пустыню.
В пустыне Андрокл погибал от палящего солнца и в поисках убежища от жары укрылся в одной из пещер, где встретил хромающего льва, который испытывал сильные муки из-за того, что ему в лапу вонзилась заноза. Андрокл пожалел животное и, поборов страх, подошёл к нему, чтобы удалить из его тела инородное тело — причину боли. В благодарность за это лев сделался верен ему, как собака, и в продолжение трёх лет делился с Андроклом своей добычей.
Затем Андрокл был пойман и привезен в Рим; та же участь постигла льва; обоим предстояло Damnatio ad bestias на арене римского Большого Цирка, но, ко всеобщему изумлению публики, лев вместо того, чтобы броситься на Андрокла, ласкаясь, лёг к его ногам. Пораженный этим странным зрелищем, римский император подарил невольнику свободу, а вместе с нею и льва.
Луций Анней Сенека, с своей стороны, выдает за достоверное, что один лев, узнавший своего прежнего сторожа, защищал его против других диких животных.
Сюжет о спасении льва человеком включён в указатель фольклорных сюжетов Аарне-Томпсона под номером 156.

## Сюжет в Средние века
Сюжет о спасённом льве стал очень популярен в Средневековье. В рыцарском романе Кретьена де Труа «Ивэйн, или Рыцарь со львом» (XII век), главный герой спасает льва от укусившего его в хвост ядовитого змея, после чего лев становится преданным спутником рыцаря. В житийной литературе данный сюжет чаще всего ассоциируется с пустынником V века преподобным Герасимом Иорданским, хотя на Западе, в «Золотой легенде» Иакова Ворагинского (XIII век), извлечение колючки из львиной лапы приписывается Иерониму Стридонскому. Такой перенос сюжета обычно связывается с арабскими завоеваниями, вынудившими многих монахов палестинской пустыни бежать в Рим, принеся с собой данный сюжет. Путаница может быть вызвана также сходством латинской формы имён Gerasimus и Geronimus.

## Культурное влияние
Рисунок Бальдассаре Перуцци «Андрокл и лев» (XVI век) находится в собрании Государственного Эрмитажа.
Легенда об Андрокле была использована в сюжетах нескольких художественных произведений.
- Андрокл и лев — пьеса Бернарда Шоу.
- Андрокл и лев (фильм) — экранизация пьесы Бернарда Шоу.
- «Андрокл в пещере» — рассказ А. И. Немировского.

В мультсериале Джуманджи есть отсылка к легенде: один из персонажей должен был вытащить занозу из лапы преследовавшего его льва, чтобы покинуть игру.
В 2-й серии 1-го сезона мультсериала Дружба — это чудо одна из главных героинь успокаивает мантикору (чудовище с телом льва, крыльями дракона и хвостом скорпиона), вытащив у неё из лапы занозу.